# (36166) 1999 RY228
1999 RY228 (asteroide 36166) é um asteroide da cintura principal. Possui uma excentricidade de 0.05881640 e uma inclinação de 1.98132º.
Este asteroide foi descoberto no dia 5 de setembro de 1999 por Spacewatch em Kitt Peak.